# Jackson Browne
Jackson Browne, alla nascita Clyde Jackson Browne (Heidelberg, 9 ottobre 1948), è un cantautore statunitense.
Le sue canzoni introspettive e piene di riferimenti letterari hanno fatto di lui uno dei più influenti esponenti della musica West Coast degli anni settanta. Brillante cantautore, chitarrista e pianista, negli anni è stato famoso anche per il suo impegno civile ed ambientalista. La sua poetica e il suo stile possono essere accostati a quelli di Neil Young e Nick Drake, mentre più tardi sarà influenzato anche da Bruce Springsteen.

## Gli esordi e gli anni settanta
Nato in Germania ma cresciuto a Los Angeles, cominciò la carriera di autore verso la fine degli anni sessanta scrivendo tre canzoni per l'esordio solista di Nico (Chelsea Girl) e poi per Eagles, Byrds, Tim Buckley e Nitty Gritty Dirt Band (di cui entra per poco in formazione nel 1966); grazie a questo si fece conoscere al pubblico del settore musicale. Subito inizia a fare coppia con il chitarrista David Lindley (già nei Kaleidoscope), sua futura spalla per gli anni a venire.
Il suo debutto risale al 1972 con l'album omonimo. È tutt'altro che un disco acerbo in cui vanta la collaborazione con alcuni esponenti della musica californiana (tra cui Clarence White e David Crosby) e gli frutta già i primi successi di classifica (Doctor My Eyes e Jamaica Say You Will). Successivamente parte per un tour con Joni Mitchell e gli Eagles.
Nel 1973 esce For Everyman, contenente la sua personale versione di Take It Easy brano scritto per gli Eagles e da loro portato al successo, la sua versione di These Days (scritta per Tim Rush nel 1968) e la piccola hit Redneck Friend. L'anno dopo pubblica Late for the Sky, da molti critici ritenuto il suo lavoro migliore. Pieno di testi introversi, quasi indecifrabili, frutterà i successi di Before the Deluge e Fountain of Sorrow.
Nel 1975 sposa Phyllis Major (1946-1976), conosciuta nel 1971, modella e attrice nota per aver recitato nel film C'era una volta un commissario... di Georges Lautner. La donna muore, probabilmente suicida, a Hollywood l'anno successivo a causa di un'overdose di barbiturici. Quello stesso anno esce The Pretender, con liriche fortemente influenzate dall'evento.
Nel 1977 esce l'album dal vivo (ma contenente solo pezzi inediti, come Rosie e You love the thunder) Running on Empty. Tratto dal suo tour americano, è il suo maggior successo commerciale. La title track dal sapore springsteeniano, una delle sue canzoni più note, è un manifesto della generazione post-sessantotto che "corre nel vuoto". Famosa anche Stay, cover di una canzone di Maurice Williams and the Zodiacs del 1953 (incisa anche in italiano nel 1966 dall'Equipe 84), che diventerà un classico delle chiusure dei suoi concerti, e The road, cover di una canzone scritta da Danny O' Keefe nel 1972 (contenuta nel suo album Breezy stories) e particolarmente conosciuta in Italia nella traduzione effettuata da Lucio Dalla ed incisa da Ron, Una città per cantare. Nel 1979 è cofondatore del MUSE, il movimento degli artisti uniti per l'energia pulita che in quell'anno organizza il grande concerto No Nukes con partecipazioni di musicisti come Crosby, Stills, Nash and Young, Bruce Springsteen e James Taylor.

## Gli anni ottanta
Nel nuovo decennio l'artista vira verso produzioni più livellate, in linea con il periodo, perdendo anche forza nei testi che talvolta cedono il passo ad una politicizzazione troppo marcata oppure sono più frivoli. 
Questo nuovo corso è evidente con Hold Out del 1980, che riesce nell'intento di raggiungere il primo posto nelle classifiche. Il singolo Disco Apocalypse (scritto nel 1976) è la dimostrazione abbastanza eloquente di questa svolta, nonostante nel disco si possano ancora ritrovare canzoni significative come Hold On Hold Out.
Nel tour del 1981 continua a portare avanti le sue idee pacifiste e antinucleari, tanto che nel 1982 viene arrestato in California mentre manifestava davanti ad una centrale nucleare.
Browne ritorna in classifica nel 1982 con il brano disimpegnato Somebody's Baby tratto dalla colonna sonora del film Fast Times at Ridgemont High (Fuori di testa). Nel 1983 esce Lawyers in Love, con sonorità sempre pop e qualche ritorno al folk rock tradizionale, il brano omonimo è una nuova hit.
Nel 1985 duetta con il sassofonista Clarence Clemons (sax tenore della E Street Band) con il singolo You're a Friend Of Mine.
Tra il 1984 e 1985 viene coinvolto da Little Steven nel progetto pacifista di Sun City, effettuando alcune visite in Nicaragua.
Dopo una pausa esce, nel 1986, Lives in the Balance, caratterizzato da forti accuse al reaganismo, testi polemici e appassionati e la novità di sonorità esotiche grazie alla collaborazione con un gruppo di artisti sudamericani in alcune canzoni (Lawless Avenue e Lives in the Balance).
Alla fine del decennio esce World in Motion, solitamente considerato minore nella sua discografia, in cui è presente la cover di Little Steven I Am a Patriot, Browne prosegue con gli argomenti politici e le esperienze personali.

## Dagli anni novanta ad oggi
Negli ultimi anni Browne dirada le sue uscite discografiche, ma ritrova una verve che ricorda, almeno in parte, le composizioni del suo periodo migliore. Nel 1993 infatti, con I'm Alive, si fa nuovamente apprezzare dalla critica, grazie soprattutto a pezzi come la title track e Sky of Blue and Black. L'album, con tratti malinconici, è frutto di quattro anni di lavoro e ispirato dalla fine del suo rapporto sentimentale con l'attrice Daryl Hannah. sempre nel 1993 canta come cantante al fianco delle Indigo Girls in uno dei loro più celebri pezzi, "Galileo".
Tre anni dopo esce Looking East, meno riuscito del precedente ma comunque apprezzabile, in cui spicca il brano The Barricades of Heaven. Per celebrare i 25 anni di carriera, nel 1997, esce la sua prima antologia The Next Voice You Hear: The Best of Jackson Browne, contenente due brani inediti (The Rebel Jesus e The Next Voice You Hear). Nello stesso anno gli viene assegnato in Italia il premio Tenco. Nel 2002, esce l'atteso e deludente (nonostante l'impegno civile e politico che trapela) The Naked Ride Home. Due anni dopo viene pubblicata una nuova compilation in due dischi The Very Best of Jackson Browne. 
Nel febbraio del 2004 Bruce Springsteen lo introduce nella Rock'n'roll Hall of Fame con il seguente discorso: "our job here on earth, the way we regain our divinity, our sacredness … is by reconstructing love and creating love out of the broken pieces that we've been given" (il nostro lavoro in questo mondo, il modo in cui riconquistiamo la nostra divinità, la nostra sacralità... è quello di ricostruire l'amore creandolo dai pezzi rotti che ci sono stati donati).
Nel 2005 è uscito il suo primo disco dal vivo vero e proprio in oltre trent'anni di carriera, Solo Acoustic, Vol. 1, che si preannuncia come avvio di una serie di pubblicazioni dal vivo.
L'ultimo album uscito è Time the Conqueror.
Nel 2014 l'etichetta Music Road pubblica un doppio CD tributo alla musica del cantautore intitolato "Looking Into You" al quale partecipano tra gli altri anche Bruce Springsteen, Don Henley e Ben Harper.

## Cover in italiano
- 1980 - Ron, nell'album Una città per cantare pubblica, con testo di Lucio Dalla, la canzone omonima, versione italiana del brano The Road, scritta da Danny O' Keefe e portata a successo nel 1977 da Browne nell'album Running on empty.
- 2002 - il cantautore Graziano Romani, da sempre grande fan dell'artista americano, pubblica un'intensa versione del brano Late for the Sky all'interno del suo album Lost And Found: Songs For The Rocking Chairs.